# Novo Selo (Bosanska Gradiška, BiH)
Novo Selo naselje je u općini Bosanska Gradiška, Republika Srpska, BiH.

## Stanovništvo
Nacionalni sastav stanovništva 1991. godine, bio je sljedeći:
ukupno: 310
- Hrvati - 305 (98,39%)
- Jugoslaveni - 4 (1,29%)
- Muslimani - 1 (0,32%)